# Burrata
Burrata er en friskost, der ligner mozzarella, men er meget blødere. Den produceres traditionelt i Murgia nær Bari i Italien. 
Den færdige ost er en kugle med en diameter på mellem 7 og 10 cm (burratina) eller mellem 15 og 20 cm med en glat, skinnende hvid overflade. Smagen er mild og smøragtig. 
Osten er fremstillet i hånden og består af to dele - en tyk skal af solid mozzarellaost på ca. en halv centimeters tykkelse, og halvflydende fyld af revet ostemasse blandet med fløde, der er den største del. 
Fyldet kaldes stracciatella (fordi det består af en ostemasse, der er revet i mindre stykker) og sælges ofte i løs vægt, uden skallen.
| Mad og drikke | Spire Denne artikel om mad og drikke er en spire som bør udbygges. Du er velkommen til at hjælpe Wikipedia ved at udvide den. |